# 김성기 (1936년)
김성기(1936년 6월 2일 ~ )는 대한민국의 정치인이다. 제15·16대 대전 중구청장을 역임했다.

## 학력
- 강경중앙초등학교 (졸업)
- 강경중학교 (졸업)
- 대전공업고등학교 (졸업)
- 충남대학교 법학과 (중퇴)

## 역대 선거 결과
|  | 20.94% |

|  | 58.43% |

|  | 49.51% |